# Триномен
У зоології триномен, або триноміальна назва, використовується для найменування підвидів.
Триномен складається з трьох частин: назви роду, назви виду та назви підвиду. Всі три назви повинні друкуватися курсивом (або підкреслюватися, якщо написані від руки). З великої букви починається тільки назва роду. Ніякого індикатору рангу не потрібно, тому що у зоології підвид — єдиний ранг (таксономічна категорія), нижчий за вид. Наприклад:
Buteo jamaicensis borealis — один з підвидів канюка червонохвостого (Buteo jamaicensis).
Якщо назва роду та власна назва вже були згадані в тому ж параграфі, вони часто скорочуються до початкових букв: наприклад, можна написати: «Великий баклан Phalacrocorax carbo має підвид в Австалазії, P. c. novaehollandiae».
У науковій публікації назва вважається неповною без посилання на авторів і вказання першої публікації таксона. Таке посилання указує, хто, де і коли вперше опублікував назву. Наприклад:
Phalacrocorax carbo novaehollandiae Stephens, 1826